# 容克山
78°12′S 166°26′E / 78.200°S 166.433°E
容克山是南極洲的山峰，位於羅斯群島的布萊克島，處於奧羅拉山東北面3公里，以美國南極計畫的工程師命名，現時由南極條約體系管理。